# Ljubljanska kotlina
Ljubljanska kotlina je kotlina u gornjem porječju Save u Sloveniji, duga je 58 km, a široka 18 km. Sa svojim sjeverozapadnim dijelom dolazi do Alpi a južnim do Dinarida. Najveće rijeke u kotlini su Sava, Kamniška Bistrica i Ljubljanica.

## Stanovništvo
Ljubljanska kotlina je populacijski najveće područje u Sloveniji, u njoj se nalazi i metropolsko područje glavnog grada Slovenije Ljubljane, te je i gospodarsko središte države.

### Gradovi
1. Ljubljana
2. Kranj
3. Domžale
4. Kamnik
5. Škofja Loka
6. Vrhnika
7. Grosuplje